# 얼굴 없는 여자 손님
"얼굴 없는 여자 손님"은 1970년 공개된 대한민국의 영화이다.

## 배역
- 김지미
- 백영민
- 김청자
- 최인숙